# Susanne Hennecke
Susanne Hennecke (* 1966 in Hannover) ist eine deutsche Theologin.

## Leben
Sie studierte von 1985 bis 1993 evangelische Theologie, Musikwissenschaften, Pädagogik und politische und sozial-kulturelle Wissenschaften in Freiburg, Göttingen, Marburg und Amsterdam. 1993 legte sie das erste theologische Examen und das politikwissenschaftliche Examen ab. Nach dem Vikariat war sie von 1995 bis 1999 auszubildende wissenschaftliche Assistentin an der Universität Amsterdam. Nach der Promotion 2000 im Fach Neue und Neuste Kirchengeschichte, Systematische Theologie und Ökumene an der Universität von Amsterdam und dem zweiten theologischen Examen war sie von 2000 bis 2009 Universitätsdozentin (50 %) für Theorie und Geschichte des Christentums (Systematische Theologie und Ethik) an der Universität Utrecht und wissenschaftliche Assistentin zur Forschung (50 %) an der Universität von Utrecht und der Protestantisch Theologischen Universität der Niederlande (2001–2006). Von 2009 bis 2017 führte sie ein DFG-Forschungsprojekt an der Evangelisch-theologischen Fakultät der Universität Bonn (mit Unterbrechungen aufgrund von Professurvertretungen und Forschungsaufenthalten) durch. Nach der Habilitation 2012 im Fach Systematische Theologie an der Evangelisch-Theologischen Fakultät in Bonn und der Ordination 2015 vertrat sie Professuren (2011–2012 Duisburg-Essen/2015 Duisburg-Essen; Evangelische Hochschule Darmstadt) und hatte Lehraufträge (2012/13 Universität Heidelberg; 2016–2018 Duisburg-Essen).

## Schriften (Auswahl)
- Der vergessene Schleier. Ein theologisches Gespräch zwischen Luce Irigaray und Karl Barth. Kaiser, Gütersloher Verlagshaus, Gütersloh 2001, ISBN 3-579-05319-1.
- Karl Barth in den Niederlanden. Teil 1. Theologische, kulturelle und politische Rezeptionen (1919–1960). Vandenhoeck & Ruprecht, Göttingen 2014, ISBN 3-525-56411-2.